# Challenger de Columbus II 2022
El torneo Columbus Challenger II 2022 fue un torneo de tenis perteneció al ATP Challenger Tour 2022 en la categoría Challenger 80. Se trató de la 12.ª edición, el torneo tuvo lugar en la ciudad de Columbus (Estados Unidos), desde el 19 hasta el 25 de septiembre de 2022 sobre pista dura bajo techo .

## Jugadores participantes del cuadro de individuales
| Favorito | País                    | Jugador          | Rank1 | Posición en el torneo |
| -------- | ----------------------- | ---------------- | ----- | --------------------- |
| 1        | Bandera de Australia    | Jordan Thompson  | 102   | CAMPEÓN               |
| 2        | Bandera de Ecuador      | Emilio Gómez     | 104   | FINAL                 |
| 3        | Bandera de Suiza        | Dominic Stricker | 124   | Cuartos de final      |
| 4        | Bandera de Australia    | Aleksandar Vukic | 129   | Cuartos de final      |
| 5        | Bandera de Francia      | Enzo Couacaud    | 188   | Segunda ronda         |
| 6        | Bandera de Alemania     | Dominik Koepfer  | 194   | Primera ronda         |
| 7        | Bandera del Reino Unido | Paul Jubb        | 196   | Segunda ronda         |
| 8        | Bandera de Australia    | Rinky Hijikata   | 206   | Semifinales           |

- 1 Se ha tomado en cuenta el ranking del 12 de septiembre de 2022.

### Otros participantes
Los siguientes jugadores recibieron una invitación (wild card), por lo tanto ingresan directamente al cuadro principal (WC):
- Justin Boulais
- Cannon Kingsley
- James Tracy

Los siguientes jugadores ingresan al cuadro principal tras disputar el cuadro clasificatorio (Q):
- Robert Cash
- Ryan Harrison
- Patrick Kypson
- Naoki Nakagawa
- Nathan Ponwith
- James Trotter

## Campeones

### Individual Masculino
- Jordan Thompson derrotó en la final a  Emilio Gómez, 7–6(6), 6–2

### Dobles Masculino
- Julian Cash /  Henry Patten derrotaron en la final a  Charles Broom /  Constantin Frantzen, 6–2, 7–5